# Melanophthalma arabiensis
Melanophthalma arabiensis là một loài bọ cánh cứng trong họ Latridiidae. Loài này được Otto miêu tả khoa học năm 1979.